# Al-Baath
Al-Baath (arabisch البعث, DMG al-baʿṯ ‚Die Wiedergeburt‘) ist eine arabischsprachige Tageszeitung, die durch die Baath-Partei in Syrien und andere arabische Staaten wie Libanon und Palästina herausgegeben wird.
Die al-Baath wurde 1948 gegründet und ist ein Organ der Arabisch-Sozialistischen Baath-Partei der Region Syrien. Sie wird in Damaskus produziert.